# Пуро-Можга
Пу́ро-Можга́ (рос. Пуро-Можга, удм. Пуро-Можга) — присілок в Малопургинському районі Удмуртії, Росія.
Урбаноніми:
- вулиці — Зелен, Зелена, Куреговська, Мельнична, Набережна, Північіна, Трактова, Шкільна
- провулки — Північний, Трактовий

## Населення
Населення — 386 осіб (2010; 381 в 2002).
Національний склад станом на 2002 рік:
- удмурти — 98 %